# Soultz-sous-Forêts
Soultz-sous-Forêts – miejscowość i gmina we Francji, w regionie Grand Est, w departamencie Dolny Ren.
Według danych na rok 1990 gminę zamieszkiwało 2185 osób, a gęstość zaludnienia wynosiła 144 osób/km² (wśród 903 gmin Alzacji Soultz-sous-Forêts plasuje się na 113. miejscu pod względem liczby ludności, natomiast pod względem powierzchni na miejscu 129.).